# Mỹ An, Thạnh Phú
Mỹ An là một xã thuộc huyện Thạnh Phú, tỉnh Bến Tre, Việt Nam.
Xã Mỹ An có diện tích 31,04 km², dân số năm 2001 là 9679 người, mật độ dân số đạt 312 người/km².